# 옥수

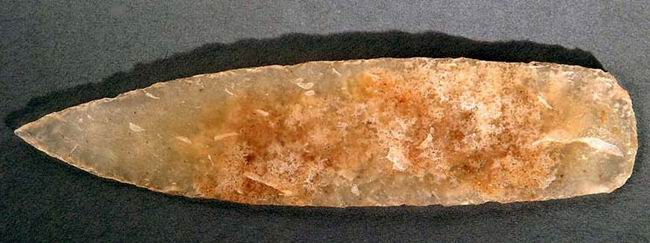
옥수로 만든 칼, 서기 1000-1200년에 제작된 것으로 추정

옥수(玉髓, chalcedony)란 ‘동물 뼈의 단면과 같은 무늬를 가진 옥’을 뜻한다. Chalcedony이라는 영어 명칭은 현재 터키에 속하며 고대 그리스 항구 도시였던 칼세돈(Chalkedon)이라는 그리스어에서 유래했다. 한국어와 조선어는 옥수, 중국어와 일본어는 玉髓이다.
섬유상 은미정질 석영 결정이 모여 있는 것으로 구상이나 종유상을 이룬다. 극히 미소한 공극이 많아 밀도가 낮다. 비중은 2.60~2.64이다. 지방 광택을 보이며 백색, 회색, 흑색, 갈색, 담청색을 띤다. 콜로이드상 실리카가 별로 높지 않은 온도에서 결정되어 암석의 틈을 메운 상태로 산출된다.
깨끗한 적색 옥수를 카넬리언(Carnellian) 혹은 사드(Sard)라고 하고, 산화 니켈에 의해 녹색을 띠는 종을 크리소프레이스(Chrysophrase)라고 한다. 프레이스(Prase)는 탁한 녹색을 띤다. 오닉스(Onyx)는 녹색과 흰색의 띠가 나란하게 배열된 것이고, 플라즈마(Plasma)는 밝은 녹색에서 에메랄드그린으로 벽옥(자스퍼, Jasper)의 작은 노란색 점들을 가지는 것들이 발견되어서 블러드스톤이라고도 한다. 동심원상의 띠를 이루는 옥수를 마노(agate)라고 한다. 플린트(Flint)도 옥수의 한 종이다.

## 같이 보기
- 광물 목록